# Aliona Tiron
Aliona Dimítrievna Tiron (en ruso: Алёна Димитриевна Тирон), anteriormente Aliona Dimítrievna Mijaltsova en ruso: Михальцова; de soltera Aliona Bogachova (en ruso: Алёна Богачёва); nacida el 8 de diciembre de 1993) es una jugadora rusa de rugby y rugby 7 que representa a Rusia en el Rugby Europe Sevens Championship y en el Rugby Europe Women's Sevens.

## Biografía

### Carrera de jugadora de rugby
Aliona llegó al rugby desde el atletismo y obtuvo medallas de plata y bronce en el Campeonato de Rusia 2012 en relevos (400 + 300 + 200 + 100 y 800 + 400 + 200 + 100 respectivamente). En 2011 rechazó la invitación del entrenador de Yenisey-STM para jugar al rugby, pero dos años después, en marzo de 2013, después de graduarse de la escuela de deportes, se mudó a Krasnoyarsk y comenzó a entrenar. El 1 de mayo de 2013 se convirtió en la jugadora del Yenisey-STM tras la oferta del entrenador Maxim Zaltsman. Se graduó en la Universidad Federal de Siberia y ganó la medalla de plata del III Verano Juvenil Ruso de Espartaquiade.
Hizo su debut en el equipo nacional de seven de Rusia a finales de 2013 antes del Seven Femenino de Dubái 2013, pero no participó en la competencia debido a una lesión en el talón. En enero de 2014 se incorporó al entrenamiento y se convirtió en la jugadora principal del equipo. Su debut fue en el siguiente torneo de World Rugby Women's Sevens. Es cinco veces ganadora de Grandes Premios de Europa: en 2014 jugó todos los partidos sin sustituciones y ganó su primera medalla de oro. Debido a una grave lesión, se retiró del Torneo Preolímpico Mundial Femenino de Rugby 7 2016, donde Rusia perdió el último lugar en el torneo olímpico ante la Selección femenina de rugby 7 de España.
En 2017, Aliona fue nominada para el premio DHL Impact Player. Al final de la temporada 2017-18 tuvo 84 caps y 366 puntos (incluidos 70 tries) y después de la temporada 2018-19 alcanzó 120 caps y 451 puntos (87 tries y 8 conversiones).

### Logros
- Campeona de Rugby Europe Women's Sevens: 2014, 2016, 2017, 2018, 2019, 2021
- Subcampeona del Rugby Europe Women's Sevens: 2015
- Seven Femenino de Dubái 2015 - Jugador del equipo All-Star
- DHL Impact Player
  - Seven Femenino de Dubái 2017[7]
  - Seven Femenino de Japón 2018[7]
- Medallista de bronce en el Rugby Europe Women's Championship: 2016
- Serie Mundial Femenina de Rugby 7 2017-18 - DHL Impact Player[8]

### Vida personal
La madre de Aliona es licenciada en Matemáticas.
Aliona estaba casada con Alexéi Mijaltsov, un jugador de rugby ruso. El 12 de octubre de 2019, Aliona se casó con Iliá Tiron, jugador analista de video de la selección nacional de Rusia. La apariencia brillante de Aliona (peinado y coletas) es bien conocida en el mundo del rugby.